# 53. vestlige længdekreds
Den 53. vestlige længdekreds (eller 53 grader vestlig længde) er en længdekreds, der ligger 53 grader vest for nulmeridianen. Den løber gennem Ishavet, Grønland, Newfoundland, Atlanterhavet, Sydamerika, det Sydlige Ishav og Antarktis.